# 河野昭修
河野 昭修（こうの あきのぶ、1930年8月22日 - 2011年8月8日）は、福岡県福岡市出身のプロ野球選手（内野手）。

## 経歴
修猷館高校ではエースに四番打者を兼ね主将も務めた。しかし、当時は福嶋一雄を擁する小倉高校が夏の甲子園で連覇を遂げていたため、河野は甲子園出場はならなかった。1947年夏の甲子園の福岡県予選では準決勝で福嶋と投げ合って敗退。1948年夏の甲子園で二連覇した小倉高校を迎えて開催した優勝歓迎試合では、河野が完封勝利を収めている。
1949年に早稲田大学に進学し、野球部に入部する。しかし、大阪商船の外国航路に乗っていた河野の父親が第二次世界大戦後ジャワ島に抑留されてしまっていたため、進学後半年ほどで経済的理由により大学を中退。1949年6月に西日本鉄道へ入社し、ノンプロの西日本鉄道野球部に所属した。
1950年に西鉄クリッパースが結成されると、テストに合格して入団。はじめは三塁手だったが、1952年に中西太が入団すると遊撃手にコンバートされる。翌1953年に豊田泰光が入団すると今度は二塁手にコンバートされ、さらに1954年の仰木彬の入団に伴って河野は一塁手へ転向、この年136試合に出場して打率.264でリーグ19位に入るなど、ようやくレギュラーの座を掴んだ。名門・修猷館高校から入団した、西鉄唯一の「博多っ子」であった河野は地元で人気があり、1953年に遊撃手のポジションを奪った形になった豊田に対する西鉄ファンの反感は強かった。平和台球場の試合で、河野が出場しない試合で豊田がエラーをすると一斉に「河野を出せ！」との声が上がり、豊田に物が投げつけられるほどであったという。
西鉄黄金時代において、中西太・大下弘・関口清治のクリーンアップの後の六番打者を務めた。1956年は二番を打って、キャリアハイの134安打を放ち、打率.270でリーグ14位に付ける。1957年の巨人との日本シリーズ第2戦では、同点の9回裏2死1,2塁の場面で、藤田元司が外すつもりで投げた外角高めのボール球を飛びつくように打って右翼線に落とすサヨナラ安打を放っている。1958年から若い田中久寿男に押されて出場試合が減り、1959年限りで現役引退。
引退後は1960年から二軍コーチに就任すると、川崎徳次・中西太両監督の下でコーチを務めた。1969年に中西の辞任に伴って河野も退団した。
退団後は、福岡放送（日本テレビ系列）で野球解説者を務めたほか、地元の百貨店に勤務した。
2011年8月8日に腎不全のため福岡県福岡市西区の病院で死去。享年80。

## 選手としての特徴
一塁の守備は非常に上手く、どのような送球でも捕ったことから、「蝿取紙」のニックネームがついた。また豊田は、河野が一塁に定着してからエラーが減ったと述べている。
打撃であまり長打は無かったものの、その業師ぶりでチームの勝利に貢献。六番打者として主軸並みの二塁打をよく放ち、強いチームには必ずいい六番打者がいるという定説の通り、ゲームを動かす重要な役割を担った。日本シリーズで対戦したこともある広岡達朗は「流線型打線って言って、みんな大下さん、中西や豊田って言っていた時代、あの中に河野さんって人がいたが、あの人が中々曲者で嫌だった」と話したことがある。豊田も「西鉄打線がなぜ破壊力があったかというと、六番に河野さんが入っていたから」「回の先頭の河野さんが二塁打したら、次の仰木が何とか三塁に進める。そうなったら八、九番の和田と稲尾でも何とかしますよ。これが河野さんと仰木で無死一塁、三塁ならもうビッグイニングになる可能性がある。西鉄打線はバランスよくどこからでも得点できた」と振り返っている。

## 詳細情報

### 年度別打撃成績
| 年 度     | 球 団     | 試 合 | 打 席 | 打 数 | 得 点 | 安 打 | 二 塁 打 | 三 塁 打 | 本 塁 打 | 塁 打 | 打 点 | 盗 塁 | 盗 塁 死 | 犠 打 | 犠 飛 | 四 球 | 敬 遠 | 死 球 | 三 振 | 併 殺 打 | 打 率 | 出 塁 率 | 長 打 率 | O P S |
| --------- | --------- | ----- | ----- | ----- | ----- | ----- | -------- | -------- | -------- | ----- | ----- | ----- | -------- | ----- | ----- | ----- | ----- | ----- | ----- | -------- | ----- | -------- | -------- | ----- |
| 1952      | 西鉄      | 9     | 12    | 12    | 0     | 5     | 2        | 0        | 0        | 7     | 0     | 0     | 0        | 0     | --    | 0     | --    | 0     | 1     | 1        | .417  | .417     | .583     | 1.000 |
| 1953      | 西鉄      | 58    | 113   | 107   | 9     | 24    | 5        | 1        | 1        | 34    | 5     | 1     | 0        | 2     | --    | 3     | --    | 1     | 20    | 1        | .224  | .252     | .318     | .570  |
| 1954      | 西鉄      | 136   | 548   | 488   | 62    | 129   | 15       | 7        | 13       | 197   | 41    | 9     | 10       | 21    | 0     | 37    | --    | 2     | 79    | 6        | .264  | .319     | .404     | .722  |
| 1955      | 西鉄      | 141   | 453   | 397   | 53    | 97    | 12       | 5        | 3        | 128   | 28    | 17    | 4        | 15    | 1     | 36    | 0     | 4     | 54    | 9        | .244  | .314     | .322     | .636  |
| 1956      | 西鉄      | 153   | 569   | 497   | 65    | 134   | 23       | 3        | 2        | 169   | 38    | 14    | 13       | 27    | 0     | 43    | 0     | 2     | 65    | 9        | .270  | .330     | .340     | .670  |
| 1957      | 西鉄      | 131   | 413   | 373   | 27    | 92    | 9        | 3        | 1        | 110   | 28    | 5     | 7        | 16    | 2     | 21    | 0     | 1     | 63    | 4        | .247  | .289     | .295     | .584  |
| 1958      | 西鉄      | 115   | 299   | 278   | 20    | 56    | 6        | 0        | 0        | 62    | 18    | 0     | 3        | 7     | 0     | 13    | 0     | 1     | 54    | 4        | .201  | .240     | .223     | .463  |
| 1959      | 西鉄      | 78    | 145   | 136   | 11    | 20    | 10       | 0        | 0        | 30    | 6     | 0     | 2        | 2     | 0     | 7     | 0     | 0     | 25    | 3        | .147  | .189     | .221     | .409  |
| 通算：8年 | 通算：8年 | 821   | 2552  | 2288  | 247   | 557   | 82       | 19       | 20       | 737   | 164   | 46    | 39       | 90    | 3     | 160   | 0     | 11    | 361   | 37       | .243  | .296     | .322     | .618  |

- 各年度の太字はリーグ最高

### 記録
- オールスターゲーム出場：1回 （1957年）

### 背番号
- 31 （1950年 - 1952年）
- 9 （1953年 - 1959年）
- 40 （1960年 - 1969年）